# K-Meleon
K-Meleon je webový prohlížeč založený na renderovacím jádře Gecko. Jedná se o relativně jednoduchý webový prohlížeč, který je určen pro Microsoft Windows a podobně jako Galeon či Epiphany na Linuxu používá grafické prostředky hostitelského operačního systému místo XUL. Díky tomu má prohlížeč menší hardwarové nároky než třeba Mozilla Firefox.
Prohlížeč je vyvíjen od roku 2000 a šířen pod licencí GPL. Verze 1.1, která vyšla 22. května 2007, byla založena na Gecku 1.8.1.4.
8. května 2009 byl vydán K-Meleon ve verzi 1.5.3, s jádrem Gecko 1.8.1.21. 5. března 2010 vyšla verze K-Meleon 1.5.4 s jádrem 1.8.1.24 včetně (v té době) aktuálních oprav chyb, s vylepšenou bezpečností a kompatibilitou pro Windows Vista/Seven. Dostupné jazykové balíčky: angličtina, němčina, španělština, ruština a polština. Poslední stabilní vydání s jádrem Gecko (75.1) je považováno za zastaralé, od řady 76 je K-Meleon s jádrem Goanna.